# Hamadryas laodamia
Hamadryas laodamia, la polilla de la luna, rechinadora de lunares azules o tronadora de la luna es una especie de mariposa tronadora de la familia Nymphalidae.

## Descripción
La tronadora de luna es una mariposa negra con motitas iridiscentes azules en el anverso de sus alas. Al contrario que otras especies de tronadoras que recurren al camuflaje, presenta aposematismo y la evitan los jacamares, parece ser que las larvas acumulan toxinas de las hojas y los jacamares aprenden a evitarlas.
La hembra tiene una banda blanca en la parte inferior de su ala delantera que es más ancha que en el macho. Vuela alto planeando sobre el dosel del bosque. Las hembras depositan huevos sobre las hojas de las guaranas (Paullinia spp.), la pupa es verde brillante y las orugas tienen unos semicuernos cefáticos cuya función se desconoce.
Los adultos no se alimentan del néctar de flores sino de libar los jugos de frutas en descomposición.

## Distribución
Se puede encontrar desde México hasta la cuenca del Amazonas, pero es más común en bosque caribeño. Suele aparecer a altitudes de más de 900 m tanto al lado del Atlántico como del Pacífico.

## Subespecies
- H. l. laodamia (de México a Perú, Bolivia, Surinam y Brasil)
- H. l. saurites (de México a Colombia)